# 万安街道 (石柱县)
万安街道是中华人民共和国重庆市石柱土家族自治县下辖的一个街道办事处。

## 行政区划
万安街道下辖以下村级行政区划单位：
下街社区、教场坝社区、红卫社区、城南社区、华丰社区、灯盏村、沙谷村、龙坪村、黄鹿村和宝坪村。